# شرق إفريقيا الإيطالية
شرق إفريقيا الإيطالية أو إفريقيا الشرقية الإيطالية (بالإيطالية: Africa Orientale Italiana)‏ مستعمرة إيطالية تأسست عام 1936 بعد ضم أراضي الإمبراطورية الإثيوبية إلى المستعمرات الإيطالية في شرق إفريقيا. في آب/أغسطس 1940 قامت إيطاليا بغزو الصومال البريطاني وضمه إلى شرق إفريقيا الإيطالية.

## الإقليم
في عام 1936، غطت شرق إفريقيا الإيطالية إيطاليا الإريتيرية، وإثيوبيا غزت للتو والصومال الإيطالي السابقة. تم تقسيم المستعمرات في المحافظات الست في شرق إفريقيا الإيطالية: إيطالي إريتريا والصومال الإيطالي، بالإضافة إلى أربعة أقاليم إثيوبية وهي (أمهرة، غالا، سيدامو، هرار)، كل يديرها حاكم إيطالي. كان كل حاكم مسؤول عن الوالي الإيطالي، الذي يمثل الإمبراطور فيكتور عمانوئيل الثالث.
توسعت شرق إفريقيا الإيطالية خلال عام 1940، كما احتلت القوات الإيطالية أرض الصومال البريطاني، وبالتالي خلق كيان واحد داخل المقاطعات الصومالية تحت السيطرة الإيطالية، على الرغم من كسر هذه المستعمرة وباستثناء عام واحد كما احتلت مرة من قبل القوات البريطانية.

## تاريخ

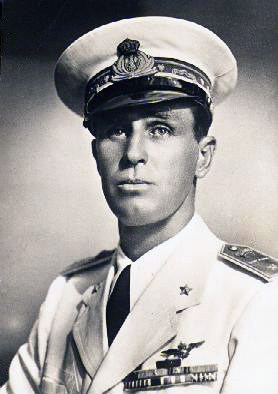
أميديو دي سافوي، أوستا المفوض الرسمي الثالث من الحكومة الإيطالية إلى إثيوبيا

تشكلت في عام 1936 خلال سيطرة الحكومة الإيطالية بقيادة بينيتو موسوليني مع هزيمة الزعيم هيلا سيلاسي في الحرب الإيطالية الإثيوبية الثانية.
كان الحكم لشرق إفريقيا الإيطالية قاسية للشعوب الأصلية، ولا سيما تجاه الإثيوبيين والفاشية سياسة تسعى إلى دمج ثقافتهم في الامبراطورية الإيطالية. الاريتريين متعاونون بشكل جيد جدا. ولكن الإثيوبيون كانوا عكس ذلك وفي أعقاب محاولة الاغتيال التي تعرض لها الإيطالي النائب رودولفو غراتسياني في شباط 1937، أمر الجنود الإيطاليين إلى الغارة الشهيرة في منطقة ديبريه دير الإثيوبية حيث كانت ملجأ قد اتخذت لفترة من الرهبان والراهبات وتم اعدام الإثيوبيين المعارضين. بعد ذلك، دمر الجنود الإيطاليون المستوطنات الأصلية في أديس أبابا، والتي أسفرت عن قتل مئات الإثيوبيين وحرق منازلهم.
كانت السياسة الاستعمارية الفاشية في الهيئة هي الانقسام والقهر وتميزوا بها. ومن أجل إضعاف المسيحية الأرثوذكسية في شعب أمهرا الذين كانوا يديرون إثيوبيا في الماضي، من قبل شعب تيغري-تريغينياس وأعطيت لهم محافظة اريتريا والصوماليين إلى محافظة الصومال تحت قيادة دولة شرق إفريقيا الإيطالية، حتى كمكافأة للحصول على مساعدة في اسكاري الاريترية خلال الغزو. وتركزت جزئيا جهود إعادة الإعمار بعد الحرب في عام 1936، على ان تعود بالفائدة على الشعوب المسلمة في الهيئة على حساب لأمهرة لتعزيز الدعم من قبل المسلمين للمستعمرة الإيطالية.
شجع النظام الفاشي في إيطاليا الفلاحين الإيطاليين لاستعمار الهيئة من خلال خلق الزراعة والصناعات الصغيرة هناك. ولكن فئة قليلة من الإيطاليين توافدوا إلى المستعمرة، ومعظممهم لاريتريا. وبحلول عام 1940 كان فقط 3200 من المزارعين وصل إلى إثيوبيا، وأقل من عشرة في المئة من هدف النظام الفاشي.
كان هناك مشروع عمراني لتوسيع أديس أبابا، لكي تصبح عاصمة للدولة للفن لشرق إفريقيا الإيطالية، ولكن هذه الخطط المعمارية والتطورات، توقفت بسبب الحرب العالمية الثانية.
في حزيران/يونيو من العام 1940، وفي بداية انضمام إيطاليا في الحرب العالمية الثانية، تعرضت الدولة لاحتمال أن تكون مصدر تهديد خطير ينصب للمصالح البريطانية في إفريقيا. من زاوية واحدة، هجوم إيطالي ناجح من المستعمرة عن طريق السودان، وإنشاء وصلة إلى ليبيا عزلت التعزيزات البريطانية الحيوية في مصر وقناة السويس.
ومن منظور مختلف، تم عزل المستعمرة نفسها من إيطاليا واحيطت بها القوات البريطانية في السودان وكينيا والصومال البريطانية. كان يمكن للقوات البريطانية في عدن أن تعزل النقل الجوي والبحري ضد القوات البحرية الإيطالية العاملة في البحر الأحمر. وكان قليلا ما سيتوردون البضائع عن طريق البحر نظرا لسيطرة وغلق البريطانيين الطريق امامهم في قناة السويس. فتصل الإمدادات للدولة بوجه عام عن طريق الجو وبكميات قليلة.
في عام 1940، احتلت محمية مجاورة لأرض الصومال البريطانية من قبل القوات الإيطالية وضمها لشرق إفريقيا الإيطالية. وكان النصر من إيطاليا هو لأول مرة بدون تعزيزات من القوات الألمانية خلال الحرب العالمية الثانية ضد الحلفاء. واستمر هذا الاحتلال حوالي سنة واحدة.

## البنية التحتية
في العشرينات والثلاثينات تم إنشاء العديد من الأعمال التي تؤدي إلى شبكة الطرق من حوالي 18000 كيلومتر من الطرق بين الرئيسية والثانوية، بما في ذلك طريق اديس ابابا واسمرة، ومشاريع السكك الحديدية، مثل السكك الحديدية في أسمرة. استعملت من الاستعمار بين مختلف المناطق منها تيسينتي في اريتريا وتلك الموجودة في الصومال، وتدعى فيلابروزي ونهر شبيلي، ووجود معسكر للتعدين وأحواض الملح الكبير في سلطنة مجرتين في الصومال، نظرت في ذلك الوقت الأكبر من نوعها في العالم.

## السلطة
قبل تأسيس إفريقيا الشرقية الإيطالية، كانت المنطقة تحت سيطرة المفوض السامي المعين من قبل رئيس الحكومة الإيطالية، وفقا للقانون ن. 783 المؤرخ في 11 نيسان 1935.
في الفترة من 15 كانون الثاني/يناير 1935 تم تعيين اميليو دي بونو، الذي شغل منصبه حتى 27 تشرين الثاني/نوفمبر من ذلك العام بدلا من بيترو بادوليو. مع صعود الإعلان الصادر في 9 مايو 1936 أصبح بادوليو الوالي الأول من إثيوبيا ودوق أديس أبابا، وحتى حزيران، من تعيين رودولفو غراتسياني. في 21 كانون الأول/ديسمبر، 1937 تم تعيين الأمير أميديو دي سافوي، دوق أوستا، الذي تربع على عرش إثيوبيا حتى خسارة إيطاليا للأراضي في عام 1941. وعين لفترة وجيزة بيتر غازيرا (من 23 أيار/مايو - 6 تموز/يوليو) وتبعه غولييلمو ناسي (حتى 27 تشرين الثاني/نوفمبر 1941).

## مفوضون رسميون لدولة شرق إفريقيا الإيطالية
| المدة                                               | المنصب                                                               | ممثل عن                          |
| --------------------------------------------------- | -------------------------------------------------------------------- | -------------------------------- |
| 9 أيار/مايو 1936 إلى 11 حزيران/يونيو 1936           | بييترو بادوليو, الدوق الاول لأديس أبابا, نائب الملك والحاكم العام    | فكتور عمانويل الثالث ملك إيطاليا |
| 11 حزيران/يونيو 1936 إلى 21 كانون الأول/ديسمبر 1937 | رودولفو غراتسياني, 1st Marquis of Neghelli, نائب الملك والحاكم العام | فكتور عمانويل الثالث ملك إيطاليا |
| 21 كانون الأول/ديسمبر 1937 إلى 19 أيار/مايو 1941    | الأمير أميديو، دوق أوستا نائب الملك والحاكم العام                    | فكتور عمانويل الثالث ملك إيطاليا |
| 23 أيار/مايو 1941 إلى 6 تمّوز/يوليو 1941             | بييترو جازيريا, Acting Viceroy and Governor-                         | فكتور عمانويل الثالث ملك إيطاليا |
| 6 تمّوز/يوليو 1941 إلى 27 تشرين الثاني/نوفمبر 1941   | , Acting Viceroy and Governor-General                                | فكتور عمانويل الثالث ملك إيطاليا |

## التقسيمات الإدارية لشرق إفريقيا الإيطالية
| المحافظة         | العاصمة    | السكان        | الرمز |  |
| ---------------- | ---------- | ------------- | ----- |  |
| أمهرا            | غوندار     | 2.000.000 ab. | AM    |  |
| اريتريا          | أسمرة      | 1.000.000 ab. | ER    |  |
| هرر              | هرر        | 1.300.000 ab. | HA    |  |
| الغالا وسيدامو   | جيما       | 1.600.000 ab. | GS    |  |
| شوا              | أديس أبابا | 300.000 ab.   | SC    |  |
| الصومال الإيطالي | مقديشو     | 1.300.000 ab. | SOM   |  |